# Courteney Harper
Courteney John Harper (Provincia de Santa Fe; 3 de julio de 1917) fue un aviador argentino reconocido por su participación en la Segunda Guerra Mundial como voluntario de la Fuerza Aérea Británica.

## Educación y primeros años
Courteney John Harper nació el 3 de julio de 1917 en la Estancia Santa Isabel, en el partido de Elortondo, Provincia de Santa Fe. Sus padres, John Harper y Marjorie Evans, ambos de origen británico, eran los administradores en el establecimiento y criaron a sus hijos entre el campo argentino y el colegio pupilo Forest School en Gran Bretaña.

## Participación en la Segunda Guerra Mundial
Cuando inicia el conflicto Coutney se enrola en la Fuerza Aérea Británica, mientras que su hermano Thomas posteriormente se enrolo en el ejército británico. Courteney fue seleccionado para seguir la carrera de piloto y consiguió su brevet de aviador militar, siendo elegido para seguir el curso de bombarderos medianos Bristol Blenheim en el 13 OTU Unidad Operacional de Entrenamiento Número 13. Al terminar fue enviado al escuadrón 82 con sede en la Base de Watton, donde realizó vuelos de entrenamiento antes de iniciar sus operaciones en combate. Según la documentación recabada del historial propio de la unidad, Courteney realizó vuelos de entrenamiento entre el 31 de junio de 1941 y el comienzo de su  primera misión el 17 de julio del mismo año.
La operación de bombardeo Circus 95 fue la misión más importante en la que participó. En esta, veinticuatro Blenheim del grupo 2, apoyados por una escolta de cazas Spitfire y Typhoon, atacaron la central eléctrica y química de Matzingarbe, en Francia, a 4500 metros de altura. 
Harper, para ese momento oficial de vuelo, piloteó un bombardero Blenheim IV (V6086) (UX-X). La formación llega al blanco a media tarde, siendo recibidos por intenso fuego antiaéreo. Los Blenheim sueltan sus bombas atraviesan una densa cortina de Flak y luego inician el retorno a su base. Durante la retirada son atacados por cazas alemanes, que estrenaban el veloz caza Focke Wulf 190, y la escolta entra en combate con ellos para cubrir el retorno de los bombarderos. La formación de bombarderos Blenheim cruzan la costa enemiga rumbo a Gran Bretaña perseguidos por la artillería. Harper cruza entre Boulogne y Hardelot pero la artillería alemana, que utiliza cañones de 88 mm, impacta su avión, que cae al agua. El Teniente de Vuelo Offenberg, piloto de Typhoons en el escuadrón 609, acompaña al bombardero Blenheim en su descenso, observa el violento impacto contra el mar y la posterior explosión. El V6086 UX-X es el único Blenheim derribado en la misión.
Courteney Harper desaparece junto a su navegador y su artillero superior. Su nombre se encuentra conmemorado en el Memorial de Surrey, Gran Bretaña donde se  honra a los combatientes desaparecidos en acciones de combate.